# The Philosophical Quarterly
Il The Philosophical Quarterly è una rivista accademica generalista di filosofia fondata nel 1950 e pubblicata dalla Oxford University Press per conto del Scots Philosophical Club e dell'Università di St Andrews. Prima del 2014 la casa editrice era la Wiley-Blackwell.
È considerato una delle più importanti riviste di filosofia al mondo.

## Articoli di particolare importanza
- "Extreme and Restricted Utilitarianism" (1956) - J. J. C. Smart
- "Rawls’ Theory of Justice" (1973) - R.M. Hare
- "Epiphenomenal Qualia" (1982) - Frank Jackson
- "De Re Senses" (1984) - John McDowell
- "Jackson on Physical Information and Qualia" - Terrance Horgan
- "Dispositions and Conditionals" (1994) - C. B. Martin
- "The Content of Perceptual Experience" (1994) - John McDowell
- "Are We Living in a Computer Simulation?" (2003) - Nick Bostrom